# Municipio de Harrison (Minnesota)
El municipio de Harrison (en inglés: Harrison Township) es un municipio ubicado en el condado de Kandiyohi en el estado estadounidense de Minnesota. En el año 2010 tenía una población de 576 habitantes y una densidad poblacional de 6,31 personas por km².

## Geografía
El municipio de Harrison se encuentra ubicado en las coordenadas 45°11′34″N 94°48′38″O / 45.19278, -94.81056. Según la Oficina del Censo de los Estados Unidos, el municipio tiene una superficie total de 91.32 km², de la cual 82,28 km² corresponden a tierra firme y (9,9 %) 9,04 km² es agua.

## Demografía
Según el censo de 2010, había 576 personas residiendo en el municipio de Harrison. La densidad de población era de 6,31 hab./km². De los 576 habitantes, el municipio de Harrison estaba compuesto por el 98,96 % blancos, el 0,35 % eran afroamericanos, el 0,17 % eran asiáticos y el 0,52 % eran de una mezcla de razas. Del total de la población el 2,26 % eran hispanos o latinos de cualquier raza.